# Verwaltungsgemeinschaft Oberes Sprottental
La Communauté d'administration de la vallée supérieure de la Sprotte (Verwaltungsgemeinschaft Oberes Sprottental), fondée en 1994, réunit huit communes de l'arrondissement du Pays-d'Altenbourg en Thuringe. Elle a son siège dans la commune de Nöbdenitz.

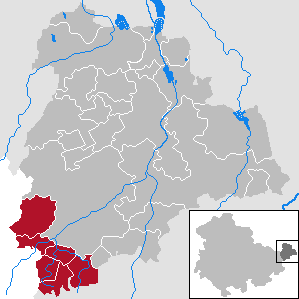
La communauté d'administration de la Sprotte

La communauté regroupe 4 287 habitants en 2010 pour une superficie de 67,07 km2.
Communes (population en 2010) : 
- Heukewalde (222) ;
- Jonaswalde (329) ;
- Löbichau (1 084) ;
- Nöbdenitz (935) ;
- Posterstein (464) ;
- Thonhausen (590) ;
- Vollmershain (334) ;
- Wildenbörten (329).

La contrée a surtout une vocation agricole. 
Les villages sont encore riches en maisons traditionnelles à colombages. On peut aussi visiter le château de Posterstein datant du XIIe siècle ainsi que celui de Löbichau et celui de Tannenfeld.

## Démographie
| 1995  | 2000  | 2005  | 2010  |
| ----- | ----- | ----- | ----- |
| 4 836 | 4 930 | 4 648 | 4 287 |